# O Último Grande Herói
O Último Grande Herói (em inglês:  Last Action Hero) é um filme americano de 1993, dos gêneros ação, comédia e fantasia dirigido e produzido por John McTiernan. É uma sátira do gênero de ação e seus clichês, contendo diversas paródias a filmes de ação, já que a história principal é a de um filme dentro do filme.
Last Action Hero é protagonizado por Arnold Schwarzenegger no papel de Jack Slater, um detetive ficcional da polícia de Los Angeles. Slater é um personagem fictício dentro do filme, o herói da série de filmes de ação Jack Slater. Austin O'Brien co-protagoniza o filme como um menino que é magicamente transportado para o universo paralelo habitado por Slater e os outros personagens da série de filmes com o seu nome. Schwarzenegger faz também de si próprio no mundo real e Charles Dance interpreta um assassino que escapa do mundo de Slater para o mundo real. Last Action Hero foi uma decepção financeira em seu lançamento.

## Sinopse
Desde que o  seu pai morreu, Danny Madigan (Austin O'Brien) vive numa zona pobre e perigosa de Nova Iorque juntamente com a mãe, que é obrigada a trabalhar noite e dia para os sustentar. Para se distrair dos seus problemas, Danny falta à escola para assistir a filmes com seu amigo Nick, o velho projeccionista do cinema Pandora, uma sala antiga de cinema com demolição prevista para breve. Nick convida Danny para uma exibição privada de Jack Slater IV, o último filme de um franchise de acção protagonizado por Arnold Schwarzenegger, de que Danny é fã incondicional. Para marcar a ocasião, Nick dá um bilhete mágico a Danny que lhe foi oferecido há muitos anos por Harry Houdini. Antes da sessão, Nick rasga o bilhete ao meio, dá uma metade a Danny e coloca a outra na caixa de passagem. Poucos minutos após o filme começar, o bilhete de Danny começa a brilhar com magia. Numa cena de acção que involve um cartucho de dinamite, este voa do ecrã para dentro da sala de cinema e aterra no chão perto de Danny, que vê a dinamite prestes a explodir e começa a correr em direcção ao ecrã. Quando acorda, está no banco de trás do descapotável de Jack Slater, que está sendo perseguido em Los Angeles. Danny percebe então que o bilhete funcionou e que foi parar dentro do filme. Em vão, Danny tenta convencer Jack Slater de tudo o que os rodeia é um filme, mas Slater não vê nada fora de comum no seu mundo, que inclui um detetive de desenhos animados chamado Whiskers (Danny DeVito), uma imagem a preto-e-branco de Humphrey Bogart, agentes policiais femininas vestidas com estranhas armaduras e várias personagens de outros filmes (o T-1000 de The Terminator e Catherine Tramell de Basic Instinct são vistos de relance na extravagante esquadra do LAPD).
Após mais uma reprimenda, Dekker, o histriónico comandante de Slater (Frank McRae) ordena que Danny seja o seu parceiro, já que este, ao ter visto o início do filme, sabe várias informações para eles desconhecidas sobre o chefe do crime Tony Vivaldi (Anthony Quinn), o assassino do primo de Slater. Com efeito, ao fazerem uma volta de reconhecimento, Danny reconhece a mansão pertencente a Vivaldi. Apesar do ceticismo de Slater, ambos batem à porta e conhecem o capanga britânico de Vivaldi, Mr. Benedict (Charles Dance), um sinistro assassino de olho de vidro. Depois de ouvir Danny argumentar sobre o bilhete mágico e sobre tudo aquilo ser um filme, Benedict segue Slater e Danny quando eles visitam a filha de Slater, Whitney (Bridgette Wilson). Benedict invade a casa com alguns bandidos, leva o bilhete mágico de Danny e escapa depois de um tiroteio com Slater e Whitney. Ao inspecionar o bilhete na mansão, Benedict descobre um portal para o mundo real.
Slater e Danny descobrem então que Vivaldi planeia matar os seus rivais durante um funeral no último andar de um prédio, transformando o corpo de um falecido membro da mafia numa bomba de gás de nervos. Depois de uma breve cena em que Whiskers salva Slater e Danny da traição por um amigo de Slater, John Practice (F. Murray Abraham), Slater diz a Danny para comandar um guindaste de construção, leva o corpo e escapa do funeral, descartando o corpo num poço de alcatrão. Whitney chega logo em seguida, e Slater e Danny usam o seu camião para deitar abaixo a porta da mansão dos vilões, pouco depois de um irritado Benedict trair e matar Vivaldi. Na luta que se segue, Benedict e seu mordomo usam o bilhete mágico e atravessam para o mundo real, seguidos por Slater e Danny. Na cidade de Nova Iorque, Slater está desapontado e ressentido ao descobrir que na verdade ele é um personagem fictício e que a sua vida tão difícil foi criada por argumentistas. Ao falar com a mãe de Danny, aprende a ser sensível e perde o interesse em acção violenta.
Enquanto isso, Benedict descobre que neste mundo que pode escapar impune ao assassinar pessoas e inventa um plano para eliminar Slater matando o actor Arnold Schwarzenegger na grande estreia de Jack Slater IV. Slater adivinha corretamente o plano de Benedict depois deste usar o bilhete para escapar de um choque frontal de carro, deixando para trás um jornal com marcas desenhadas à mão no anúncio nun jornal que mostra o cartaz de Jack Slater IV.
Durante a estreia, e depois de um breve encontro com o próprio Schwarzenegger, Slater enfrenta o Estripador (Tom Noonan), o vilão que matou o jovem filho de Slater em Jack Slater III e que Benedict trouxe para o mundo real. Repetindo os eventos de Jack Slater III, o Estripador atira Danny do telhado antes de ser eletrocutado por Slater. Este encontra Danny agarrado ao lado do prédio e puxa-lo para a segurança, mas Benedict enfrenta Slater e dispara sobre o seu peito, enquanto anuncia os seus planos para formar um exército de vilões de filmes (como Drácula, Freddy Krueger, Hannibal Lecter e King Kong) para dominar o mundo. Aproveitando a sua distracção, Danny empurra Benedict para o chão, permitindo que Slater lhe roube a arma e dispare directamente no seu olho de vidro explosivo, desfazendo a sua cabeça em pedaços, mas o bilhete voa para fora do telhado e cai na frente de uma sala de cinema, que mostra O Sétimo Selo, de Ingmar Bergman. Saindo da sala, a Morte (Ian McKellen) segue Slater e Danny para o cinema de Nick, onde Danny espera salvar Slater, transportando-o de volta para o seu filme. A Morte chega perto de ambos, e diz que Slater não está nos seus planos, aconselhando Danny a encontrar a outra metade do bilhete mágico que ficou na caixa de passagem. Slater e Danny são transportados de novo para Jack Slater IV, onde as suas feridas são menores. Por insistência de Slater, Danny volta para o mundo real. O filme termina com Slater a usar os seus novos conhecimentos para calar Dekker, e em seguida vai-se embora no pôr do sol.

## Elenco
- Arnold Schwarzenegger como Jack Slater / ele mesmo[6]
- Austin O'Brien como Danny Madigan[7]
- Charles Dance como Benedict, braço direito de Vivaldi e principal antagonista do filme
- Robert Prosky como Nick
- Tom Noonan como O Estripador / ele mesmo
- Frank McRae como Tenente Dekker
- Anthony Quinn como Tony Vivaldi, o principal antagonista de Jack Slater IV até que a interferência de Danny mudar os eventos do filme
- Bridgette Wilson como Whitney Slater e Meredith Caprice. Whitney é a filha de Jack, e Meredith é a atriz que a interpreta nos filmes Slater.
- F. Murray Abraham como John Practice
- Mercedes Ruehl como Irene Madigan
- Art Carney, em seu último papel no cinema, como Frank
- Charles Kalani, Jr. como Homem asiático resistente
- Ryan Todd como Andrew Slater

Aparições Especiais
- Franco Columbu aparece durante os créditos de abertura como diretor de Jack Slater IV.
- Tina Turner aparece no clímax do Jack Slater III como o prefeito de Los Angeles.
- Quando Danny e Slater chegam a sede do  LAPD, Sharon Stone e Robert Patrick aparecem em frente à porta, como Catherine Tramell (de Basic Instinct) e o T-1000 (de Terminator 2: Judgment Day), respectivamente. Stone já havia interpretado a mulher de Schwarzenegger em Total Recall.
- Dentro da sede da LAPD, um oficial grita "Ei Slater! A tua ex-esposa na linha dois!". Este é o ator Mike Muscat, que também interpreta Moshier em Terminator 2: Judgment Day, um dos seguranças oficiais Cyberdyne no telefone que chama a polícia para dizer "eu acho que é o cara do shopping. Ele e a mulher". Coincidentemente Muscat também foi professor de atuação de Edward Furlong.
- Sylvester Stallone como the Terminator em um pôster promocional do filme Terminator 2
- A Modelo/Atriz Angie Everhart como uma funcionária da loja de vídeo
- Durante a estréia de Jack Slater IV no mundo real, uma série de celebridades aparecem como eles mesmos. Estes incluem então esposa de Schwarzenegger Maria Shriver, Little Richard, anfitriã do Entertainment Tonight Leeza Gibbons, James Belushi (que estrelou ao lado de Schwarzenegger em Red Heat), Damon Wayans, Chevy Chase, Timothy Dalton (James Bond na época) e Jean-Claude Van Damme (que trabalhou com John McTiernan no filme O Predador como o original Predator antes de abandonar o elenco)
- Como Slater e Danny entrar no cinema para encontrar Arnold Schwarzenegger, MC Hammer pede Slater sobre um acordo para fazer a trilha sonora de Jack Slater V.
- Ian McKellen como Morte, depois de uma exibição do filme de Ingmar Bergman, The Seventh Seal vem à vida.
- Danny DeVito (não creditado) como a voz de Whiskers

## Antecedentes e produção
Last Action Hero foi um roteiro original de Zak Penn e Adam Leff, destinado a parodiar os filmes típicos de ação de argumentistas como Shane Black. Zak Penn notou a ironia de que o estúdio tenha acabado por chamar Shane Black para reescrever o guião. O argumento original difere muito do filme acabado e está amplamente disponível para leitura online. Embora ainda fosse uma paródia de filmes de ação de Hollywood desenrolava-se quase totalmente no mundo do cinema e focava-se em grande parte no ciclo fútil de violência exibida pelo herói e no efeito que tinha sobre as pessoas ao seu redor. Devido às mudanças radicais de Zak Penn e Adam Leff, estes acabaram por ser creditados pela autoria da história do filme, mas não pelo roteiro, o que é incomum para um filme baseado num guião original.
Arnold Schwarzenegger recebeu um salário de US $ 15 milhões pela sua participação no filme.
Anos depois da estreia, o filme foi o tema de um capítulo contundente chamado "Como Eles Construíram a Bomba", no livro de Nancy Griffin Hit and Run que detalhada as desventuras vividas pela Sony Pictures no início e meados da década de 1990. Entre os detalhes apresentados neste capítulo destacam-se os seguintes:
- A Universal moveu a data de estreia de Jurassic Park para 11 de junho de 1993, bem depois da Sony ter definido a data de lançamento de Last Action Hero para 18 de junho.
- Correu na altura o rumor de que o filme seria o primeiro a fazer publicidade num foguete espacial.[10]
- O filme foi tomado por uma onda de publicidade negativa após ter sido mostrada uma versão inacabada a um público de teste no dia 1 de Maio. Após a sessão, a Sony destruiu os cartões de teste e a publicidade verbal acabou por ser catastrófica para a carreira comercial do filme.
- O cronograma de filmagem e edição foram tão exigentes e tão perto da data de lançamento de 18 de junho que, após os resultados desastrosos do filme, uma fonte próxima disse que "não devíamos ter ouvido os comentários do Siskel e do Ebert que diziam que o filme era 10 minutos demasiado longo".
- A Sony foi ainda mais humilhada no segundo fim de semana de exibição, quando as receitas caíram 47%, com Sleepless In Seattle da TriStar estreou em segunda posição nas bilheteiras.
- No final, a perda financeira declarada do filme foi de US $ 26 milhões.
- Last Action Hero foi o primeiro filme a ser lançado usando SDDS (Sony Dynamic Digital Sound), mas apenas alguns cinemas foram criados para o novo formato, e muitos deles tiveram problemas técnicos com o novo sistema. Fontes internas da Paramount supostamente referiram-se ao SDDS como "Still Doesn't Do Shit" ("Ainda Não Faz Coisa Nenhuma").[11]

### O bilhete mágico
Houve três bilhetes mágicos feitos para o filme. A primeira versão do Bilhete Mágico foi criada pela equipade efeitos especiais do filme com "O Olho Que Tudo Vê" na parte da frente e de cinema nas costas. Esta versão pode ser vista claramente quando é rasgada ao meio por Nick e apresentada a Danny ao entrar no cinema para ver "Jack Slater IV". Esta versão do bilhete também aparece no topo da máquina de pinball de "Last Action Hero".
A segunda versão do Bilhete Mágico com "Raj Palace", em grande parte exibida na propaganda da frente e na parte de trás diversas (que nunca foram mostradas no filme ) foi criado por Michael Marcus. A equipa de produção (sem saber que outra versão do bilhete já tinha sido gravada) começou a usar esta segunda versão do bilhete para as filmagens. Pode-se ver claramente a metade direita da frente dessa segunda versão do bilhete quando Danny a mostra no carro com Jack Slater.
Após a equipa de produção perceber que tinha dois bilhetes diferentes, o  material obviamente já tinha sido filmado, Michael Marcus foi contratado para criar uma terceira versão do bilhete essencialmente a fusão das duas primeiras passagens que já haviam sido filmadas em uma versão definitiva (parte de trás da o "Olho Que Tudo Vê " de versão # 1 e parte frontal do "Raj Palace" de versão # 2). Esta terceira e última versão do bilhete nunca foi rasgado e todas as outras versões do bilhete foram eliminados para evitar qualquer chance de erros de continuidade - mas inevitavelmente, era muito tarde no ciclo de produção de voltar e refazer as seções do filme.
Para ajudar a esconder o erro de ter gravado acidentalmente diferentes bilhetes mágicos, o departamento de efeitos especiais adicionou um brilho dourado e azul relâmpago sobre eles na pós-produção para minimizar os erros de continuidade.
A terceira, definitiva e última versão do Bilhete Mágico (e única versão que não foi rasgada) foi vendida em 20 de agosto de 2008 pela The Prop Store de Londres a um colecionador particular, em Dallas, Texas (conhecido apenas como " Sr. X") por uma soma de US $ 1,650.00 dólares.

## Trilha sonora
O filme foi composto por Michael Kamen (101 Dalmatians, Mr Holland's Opus, X-Men).

### Lista de faixas
1. "Big Gun" - (AC/DC) – 4:24
2. "What the Hell Have I" - (Alice in Chains) – 3:58
3. "Angry Again" - (Megadeth) – 3:47
4. "Real World" - (Michael Kamen & Queensrÿche) – 4:21
5. "Two Steps Behind" - (Def Leppard) – 4:19
6. "Poison My Eyes" - (Anthrax) – 7:04
7. "Dream On" (Ao Vivo) - (Aerosmith) – 5:42
8. "A Little Bitter" - (Alice in Chains) – 3:53
9. "Cock the Hammer" - (Cypress Hill) – 4:11
10. "Swim" - (Fishbone) – 4:13
11. "Last Action Hero" - (Tesla) – 5:44
12. "Jack and the Ripper" - (Michael Kamen & Buckethead) – 3:43

## Lançamento
Na época de seu lançamento, o filme foi anunciado como "o próximo grande filme de ação de verão" e muitos especialistas previram que seria um blockbuster, especialmente após o sucesso do filme anterior de Schwarzenegger, Terminator 2: Judgment Day.

### Bilheteria
O filme arrecadou $USD15,338,241 em sua semana de estréia, para uma média de $6,651 para 2,306 cinemas, e terminou seu funcionamento com $50,016,394 nos Estados Unidos, e um adicional de $87,202,095 no resto do mundo, arrecadando um total de $137,298,489. Numa biografia de Schwarzenegger no A&E, o ator (que também era produtor executivo do filme) diz que o filme poderia ter obtido um melhor resultado se não tivesse estreado uma semana depois de Jurassic Park, que quebraria todos os recordes de bilheteria e se tornaria o filme mais visto de todos os tempos. Schwarzenegger afirma que ele tentou convencer os seus co-produtores a adiar o lançamento do filme nos EUA por quatro semanas, mas estes não o ouviram, alegando que o filme perderia milhões de dólares em receitas por casa fim de semana de verão que adiasse, temendo também que atrasar o lançamento iria criar publicidade negativa. Este disse também aos autores de Hit And Run que, apesar de todos os envolvidos na produção terem dado o seu melhor, a tentativa de apelar aos fãs de comédia e de acção resultou num filme que não agradou a nenhum destes públicos e que este finalmente sucumbiu à forte concorrência.

### Resposta da crítica & Prêmios
O filme teve uma reacção mistas e negativa por parte dos críticos Atualmente detém um índice de aprovação de 39% no Rotten Tomatoes. Vincent Canby comparou o filme a "um esboço de duas horas do 'Saturday Night Live'", e chamou-lhe "um pouco confuso, mas frequentemente agradável". Roger Ebert deu ao filme 2.5 estrelas em 4, escrevendo que apesar de alguns momentos divertidos, Last Action Hero desenrola-se mais como uma ideia brilhante do que um filme pensado do início ao fim, não evocando o mistério da barreira entre público e filme como Woody Allen fez [em The Purple Rose of Cairo], e que durante grande parte do tempo o filme parece andar às voltas a fazer comentários sobre si próprio".
O filme foi indicado para seis prêmios Framboesa de Ouro: Pior Filme, Pior Ator (Arnold Schwarzenegger), Pior Diretor, Pior Roteiro, Pior Nova Estrela (Austin O'Brien) e Pior Canção Original ("Big Gun"), mas acabou por não ganhar nenhum.

### Home video
Em 3 de fevereiro de 2009, Last Action Hero foi relançado em DVD pela Sony Pictures Entertainment num duplo lançamento definido com o filme de 1986 Iron Eagle. Foi lançado para o formato de alta definição Blu-Ray em 12 de janeiro de 2010. A versão Blu-ray apresentou a apresentação widescreen filme original, a primeira desde o lançamento laserdisc.